# Euonthophagus gibbosus
Euonthophagus gibbosus är en skalbaggsart som beskrevs av Scriba 1790. Euonthophagus gibbosus ingår i släktet Euonthophagus och familjen bladhorningar. Inga underarter finns listade i Catalogue of Life.